# Fahlwangen-Astspäher
Der Fahlwangen-Astspäher (Pseudocolaptes lawrencii), auch Panamaschopfohr ist eine Vogelart aus der Familie der Töpfervögel (Furnariidae). Die Art hat ein Verbreitungsgebiet, das etwa 5.700 Quadratkilometer in den mittelamerikanischen Ländern Costa Rica und Panama sowie dem südamerikanischen Land Kolumbien umfasst. Der Bestand wird von der IUCN als nicht gefährdet (least concern) eingeschätzt.

## Merkmale
Der Fahlwangen-Astspäher erreicht eine Körperlänge von etwa 20 Zentimetern und wird bis zu 48 Gramm schwer. Der Großteil des Oberteiles ist braun. Die Krone bis zum Nacken ist dunkel mit gelbbraunen Strähnen. Bürzel und Schwanz sind rötlich braun. Die Flügel sind hauptsächlich schwarz und mit schwachen zimtfarbigen Flecken durchzogen. Den schwarzen Kopf ziert eine gelbbraune Augenlinie ähnlich einer Augenbraue. Die Kehle ist gelblich braun bis weiß. Der obere Teil der Brust ist ebenfalls gelblich braun bis weiß, wird aber von braunen Sprenkeln durchzogen. Der Rest des Unterteils ist rötlich gelb. Seitlich geht dies ins rötliche über und ist Richtung Brust mit weißen Streifen gemustert. Der schwarze Schnabel ist am Ende und am Unterkiefer gelb. Die Beine sind olivgrün.

## Habitat
Der Vogel kommt hauptsächlich in nassem und moosigem Wald vor. Man beobachtet ihn in Höhen zwischen 800 und 2000 Metern. Hier sieht man ihn in epiphytischen Wäldern oder in offenem Gelände mit verstreuten Bäumen, wo er das Moos nach Käfern, Schaben, Spinnen oder Salamandern absucht.

## Verhalten
Der Vogel krallt sich gerne an Bäumen fest und klettert auf ihnen. Dabei dient der Schwanz als Unterstützung. Oft klettert er an den Ästen des mittleren und höheren Baldachin. Gewöhnlich ist er in Trupps unterwegs. Für sein Nest nutzt er gerne verlassene Spechthöhlen in Höhen zwischen 5 und 10 Metern.

## Unterarten
Innerhalb der Art sind bisher zwei Unterarten bekannt:
- Pseudocolaptes lawrencii johnsoni Lonnberg & Rendahl, 1922[1]
- Pseudocolaptes lawrencii lawrencii Ridgway, 1878

Allerdings gibt es in der Literatur zur Unterart johnsoni konträre Meinungen. Manche Autoren sehen in ihr eine eigene Spezies. So begründen die Autoren es mit der räumlichen Distanz zur Unterart lawrencii und deutlichen Unterschieden im Federkleid. Dieser Meinung folgt u. a. das International Ornithological Committee (IOC). Das Museo Ecuatoriano de Ciencias Naturales (MECN) schätzt die Art sogar als gefährdet ein. Auch das World Institute for Conservation Environment (WICE) akzeptiert die Spezies. Das South American Check-list Committee (SACC) lehnt es bisher ab diese Unterart als eigene Art anzuerkennen. Hier werden weitere Erkenntnisse gefordert.
Eine weitere Unterart, Pseudocolaptes lawrencii panamensis Griscom, 1924 aus Westpanama, gilt als ungültiges Taxon.

## Etymologie und Forschungsgeschichte
Robert Ridgway bekam das Typusexemplar von Adolphe Boucard (1839–1905), der es bereits in Proceedings of the Zoological Society of London beschrieben hatte, aber keinen signifikanten Unterschied zum Andenschopfohr (Pseudocolaptes boissonneautii) feststellen konnte.
Das »Pseudocolaptes« der Gattung leitet sich  aus dem griechischen Wort »Pseudo« für »falsch, unecht, vorgetäuscht« und »colaptes« für »Specht« ab. Das Artepitheton lawrencii ehrt den US-amerikanischen Geschäftsmann, Sammler und Ornithologen George Newbold Lawrence (1806–1895).